# ميشيل كونتي (سياسي)
ميشيل كونتي (بالإيطالية: Michele Conti)‏ هو عالم زراعة وسياسي إيطالي، ولد في 3 مارس 1970 في بيزا في إيطاليا. حزبياً، نشط في مستقل. وقد انتخب عمدة.